# Леоні Еберт
Леоні Еберт (4 жовтня 1999 , Вюрцбург, Баварія ) — німецька фехтувальниця на рапірах, чемпіонка Європи.

## Виступи на Олімпіадах
| Рік  | Місце проведення | № посіву | Раунд 1/16                                | Раунд 1/8                            | Чвертьфінал      | Півфінал         | Фінал            | Місце |
| Рік  | Місце проведення | № посіву | Суперник Рахунок                          | Суперник Рахунок                     | Суперник Рахунок | Суперник Рахунок | Суперник Рахунок | Місце |
| ---- | ---------------- | -------- | ----------------------------------------- | ------------------------------------ | ---------------- | ---------------- | ---------------- | ----- |
| 2020 | Токіо, Японія    | 13       | Жаклін Добровіч (USA) (20) Перемога 15-14 | Аліче Вольпі (ITA) (4) Поразка 13-15 | Завершила виступ | Завершила виступ | Завершила виступ | 14    |

## Виступи на чемпіонатах світу
| Рік  | Місце проведення   | № посіву | Раунд 1/32                            | Раунд 1/16                         | Раунд 1/8                              | Чвертьфінал      | Півфінал         | Фінал            | Місце |
| Рік  | Місце проведення   | № посіву | Суперник Рахунок                      | Суперник Рахунок                   | Суперник Рахунок                       | Суперник Рахунок | Суперник Рахунок | Суперник Рахунок | Місце |
| ---- | ------------------ | -------- | ------------------------------------- | ---------------------------------- | -------------------------------------- | ---------------- | ---------------- | ---------------- | ----- |
| 2015 | Москва, Росія      | 48       | Каролін Голубіцкі (17) Поразка 6-15   | Завершила виступ                   | Завершила виступ                       | Завершила виступ | Завершила виступ | Завершила виступ | 49    |
| 2017 | Лейпциг, Німеччина | 50       | Аделіна Загідулліна (23) Поразка 8-15 | Завершила виступ                   | Завершила виступ                       | Завершила виступ | Завершила виступ | Завершила виступ | 57    |
| 2018 | Усі, Китай         | 13       | Ісіс Хіменес (52) Перемога 15-5       | Марта Мартиянова (20) Перемога 7-6 | Аріанна Ерріго (4) Поразка 5-15        | Завершила виступ | Завершила виступ | Завершила виступ | 11    |
| 2019 | Будапешт, Угорщина | 7        | Солен Бутрюль (58) Перемога 15-12     | Аїда Мохамед (39) Перемога 15-3    | Аделіна Загідулліна (23) Поразка 13-15 | Завершила виступ | Завершила виступ | Завершила виступ | 10    |